# Carlo Emanuel af Savoyen-Carignano
Carlo Emanuel af Savoyen-Carignano (født 24. oktober 1770 i Torino, død 16. august 1800 i Chaillot i 16. arrondissement i Paris) var prins af Savoyen og titulær fyrste af Carignano. Hans søn var konge af Sardinien i 1831–1849. Hans sønnesøn og dennes efterkommere var konger af Italien i 1861–1946. 

## Fange i Frankrig
Under Første koalitionskrig kæmpede Carlo Emanuel mod Frankrig. 
Allerede i 1792 besatte Frankrig Nice og Savoyen. I 1796 blev Sardinien tvunget til give de franske tropper fri passage gennem landet og samtidigt formelt afstå hertugdømmet Savoyen og grevskabet Nice (Alpes-Maritimes) til Frankrig. 
I 1798 blev resten af Sardiniens besiddelser på fastlandet omdannet til Republikken Piemonte (Repubblica Piemontese), der var en fransk lydstat, som aldrig opnåede international anerkendelse. I år 1800 blev Piemonte opslugt af en anden fransk lydstat, og i 1805 blev Piemonte fuldstændigt indlemmet i Frankrig.
I slutningen af krigen var Carlo Emanuel faldet i fransk fangenskab, og hans familie blev deporteret til Paris. Carlo Emanuel døde i et fransk fængsel i år 1800. Familien fik dog lov til at begrave ham i Basilica di Superga i Torino.

## Slægt
Carlo Emanuel var tipoldesøn af Viktor Amadeus 2. Sardinien-Piemont, der havde været konge af Sicilien i 1713 – 1718, og som var Sardiniens første konge i 1720 – 1730.
Carlo Emanuel var søn af Victor Amadeus 2. af Savoyen-Carignano. Efter faderens død i 1780 blev Carlo Emanuel titulær fyrste af Carignano.

## Familie
Carlo Emanuel var gift med Marie-Christine af Sachsen og Kurland (1770 – 1851). Hun var sønnedatter af August 3. af Polen og Sachsen. De fik to børn:
- Karl Albert af Sardinien-Piemont (1798-1849), der blev konge af Sardinien i 1831.
- Elisabeth af Savoyen-Carignano (1800-1856), der i 1820 blev gift med den østrigske ærkehertug Rainer, der var vicekonge af Lombardiet-Venetien i 1818–1848. Elisabeth og Rainer blev svigerforældre til Victor Emanuel 2. af Italien.